# ثلاثي ألوان ليلي (أنسجة)
ثلاثي ألوان ليلي (بالإنجليزية: Lillie's trichrome)‏ هو مزيج من الأصباغ المستخدمة في علم الأنسجة.
إنه مشابه لصبغة ماسون ثلاثية الألوان، لكنه يستخدم صبغة بيريش القرمزية لصبغ البلازما. نشره في البداية رالف دي ليلي في عام 1940. يطبق عن طريق غمر العينة المثبتة في المحاليل الثلاثة التالية:  صبغة ويغارت المرنة، محلول بيبريش القرمزي، محلول الأخضر السريع إف سي إف.
البقع الناتجة هي نوى الخلية السوداء، السيتوبلازم البني، العضلات الحمراء والألياف النخاعية، الكولاجين الأزرق، وكريات الدم الحمراء القرمزية.

## التطبيقات
تستخدم بقع الترايكروم عادة للتمييز بين أنسجة الكولاجين والعضلات. بعض الدراسات التي تستفيد من تطبيقه تشمل مرض الكبد في المرحلة النهائية (تليف الكبد)، واحتشاء عضلة القلب، وضمور العضلات، وتحليل الورم.

## روابط خارجية
- ليلي ثلاثي الألوان Lillie's trichrome at StainsFile.info